# Carel August Nairac
Carel August Nairac (Deventer, 6 december 1815 - Barneveld, 5 maart 1883) was een Nederlandse burgemeester en oprichter van het later naar hem genoemde Museum Nairac.

## Leven
Nairac, zoon van mr. Guillaume Jean Jacques Nairac (1787-1848), lid van de Raad van State, en Antonia Cornelia Besier (1792-1872), werd geboren in Deventer en studeerde rechten aan de Universiteit Leiden. Hij promoveerde aldaar in 1838. Na zijn studie vestigde hij zich als advocaat te Arnhem. Hij werd daar tevens lid van de dienstdoende schutterij.
In 1841 werd Nairac burgemeester van Barneveld. Hij vervulde deze functie tot zijn overlijden in 1883. "Karakteristiek waren zijn uitleggingen van de Drankwet, ten dienste van zijn gemeentenaren, bij hare invoering tot ieders leering en waarschuwing verspreid". Van 1848 tot en met 1851 was hij ook burgemeester van Hoevelaken.
In 1858 werd Nairac door koning Willem III verheven tot ridder in de Orde van de Eikenkroon en in 1876 tot officier van deze orde.
Op 1 juni 1879 werd op Nairacs initiatief harmoniegezelschap Erica opgericht. Dit gezelschap groeide uit tot de Harmonie Barneveld. 
Nairac was een groot verzamelaar van vroegmiddeleeuwse vondsten. Nairac richtte samen met zijn gemeentebode Hendrik Bouwheer een oudheidskamer in. De vroegmiddeleeuwse vondsten werden vooral opgegraven op het Kootwijkerzand bij het dorp Kootwijk. Het gemeentelijk museum van oudheden en plaatselijke merkwaardigheden, het Museum Nairac, dat op zijn initiatief werd opgericht, bevat diverse van deze vondsten. 
Nairac was gehuwd met Antoinette Caroline Helene van Maanen (1829-1859) en hertrouwde met jonkvrouwe Elisabeth Cornelia van Borssele (1831-1917). Uit het eerste huwelijk werd een dochter geboren en uit het tweede huwelijk een zoon en een dochter.